# تيهومير زيفكوفيتش
تيهومير زيفكوفيتش هو لاعب كرة قدم كرواتي في مركز الهجوم، ولد في 20 فبراير 1985 في كرواتيا. لعب مع شان يونايتد.

## وصلات خارجية
- تيهومير زيفكوفيتش على موقع قاعدة بيانات كرة القدم.إي يو (الإنجليزية)
- تيهومير زيفكوفيتش على موقع عالم كرة القدم.نت (الإنجليزية)